# Scotognapha paivani
Espèce
Synonymes
- Drassus paivani Blackwall, 1864
- Scotognapha paivai (Blackwall, 1864)
- Drassus bewickii Blackwall, 1864

Scotognapha paivani est une espèce d'araignées aranéomorphes de la famille des Gnaphosidae.

## Distribution
Cette espèce est endémique des îles Selvagens à Madère au Portugal.

## Étymologie
Cette espèce est nommée en l'honneur d'António da Costa de Paiva, baron de Castelo de Paiva (1806-1879), en latin Comitus Paivanus.

## Publication originale
- Blackwall, 1864 : Notice of spiders, indigenous to the Salvages, received from the Barao do Castello de Paiva. Annals and Magazine of Natural History, sér. 3, vol. 14, p. 174-180 (texte intégral).